# Pierre Hugon
Pierre Hugon (1814 – ) é conhecido principalmente por suas contribuições para as primeiras versões do motor de combustão interna, especialmente o motor "Hugon", que foi o segundo motor de combustão interna a entrar em produção comercial - foi um motor estacionário de acordo com linhas semelhantes ao motor Lenoir. De acordo com várias patentes e outras entradas, Pierre Hugon é descrito como um "engenheiro civil", e também como "diretor da Companhia do Gás de Paris". Em 1866 o London Gazette informa que ele é residente em Paris, na 56 Rue de l'Orient, e em sua patente nos Estados Unidos de 1874 ele ainda é listado como residente de Paris.

## Lista de patentes
Pierre Hugon é responsável por diversas patentes, por exemplo:
- Patentes francesas 210-212 de 1858 em relação a motores a explosão de misturas gás/ar[3]
- UK Patent No 615 de 1860 "Improvements in obtaining and applying motive power"
- UK Patent No 1915 de 1860 "Improvements in apparatus for burning gas in carriages, ships, and other moving structures"
- UK Patent No 2902 de 1860 "An improved mode of firing, or igniting, explosive gaseous compounds in motive-power engines"
- UK Patent No 653 de 1863 - "Improved machinery for obtaining and applying motive power"
- US Patent No 41299 de 19 de janeiro de 1864 "Improvement in Gas Engines"
- UK Patent No 986 de 6 de abril de 1865, "Certain improvements in gas engines",[4] became void on April 6 of 1872 due to non-payment of £100 additional stamp duty before the expiry of the 7th year.[5]
- US Patent No 48885 de 18 de julho de 1865 "Improvement in Apparatus for Carbonizing Wood"
- US Patent No 49346 de 8 de agosto de 1865 "Improvement in Gas Engines"
- US Patent No 150045 de 21 de abril de 1874 "Improvement in Pressure Gages"

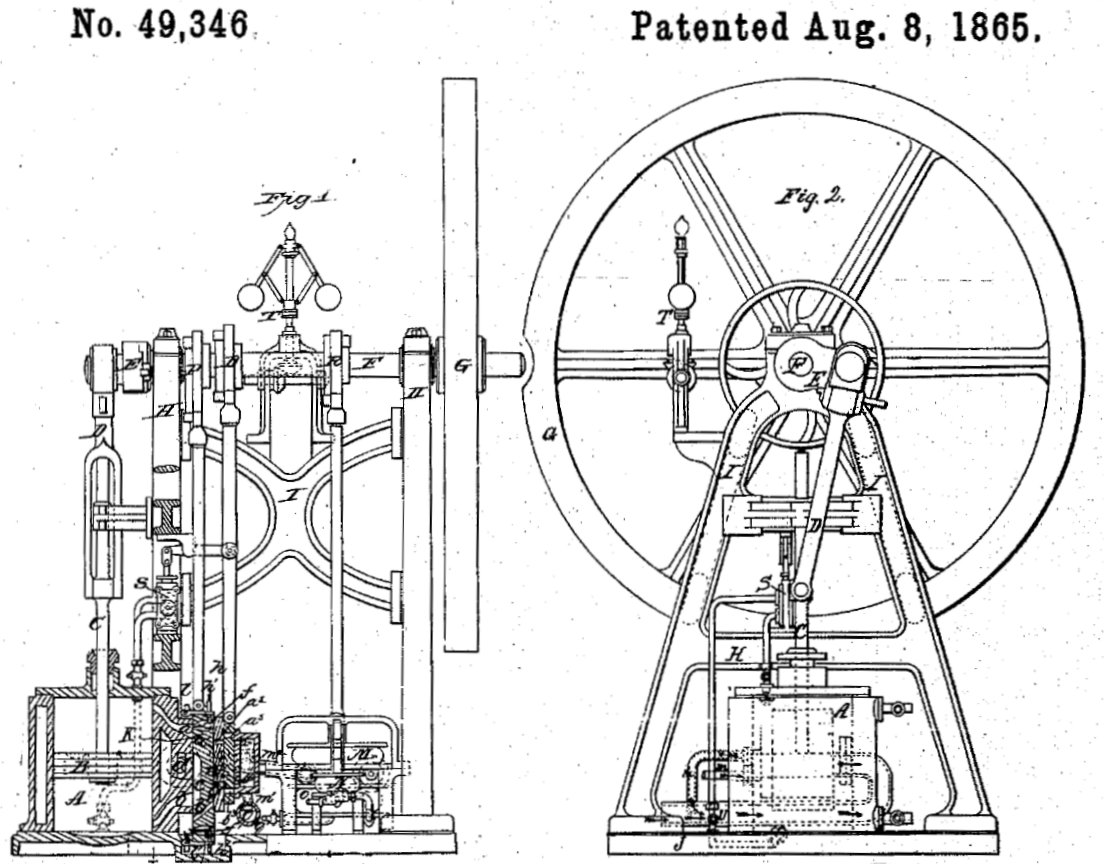
Motor vertical Hugon, patente de 1865

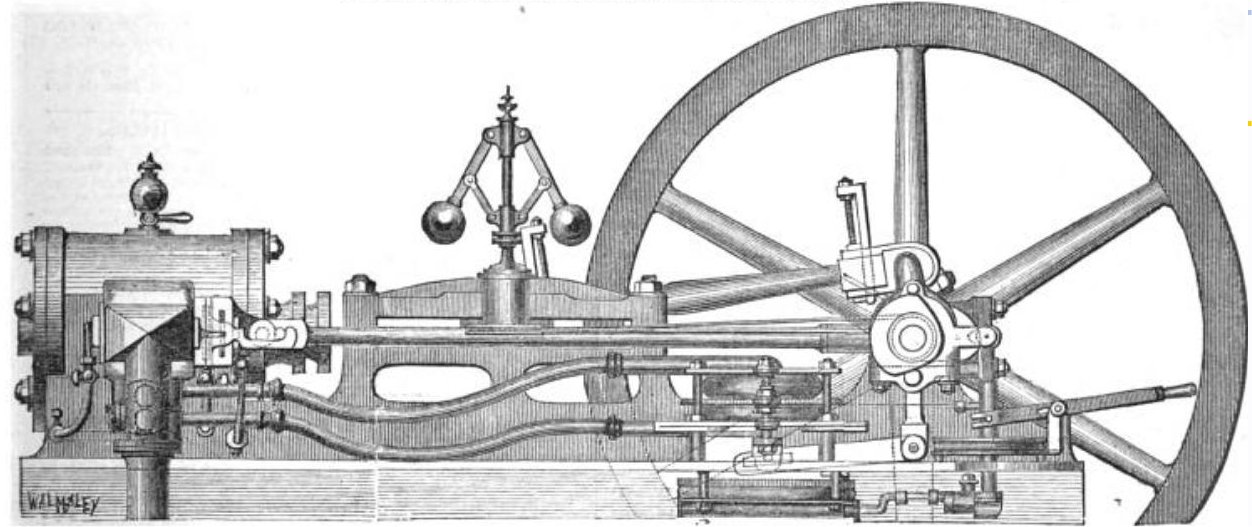
Motor Hugon como anunciado em 1871